# Stowarzyszenie Inwestorów Indywidualnych
Stowarzyszenie Inwestorów Indywidualnych (SII) – największa organizacja zrzeszająca inwestorów giełdowych w Polsce, która działa od 1999 roku i należy do europejskich organizacji inwestorskich EuroFinuse i Euroinvestors oraz Światowej Federacji Inwestorów WFIC. SII zrzesza niemal 13 000 członków. SII jest Organizacją Pożytku Publicznego (OPP).

## Zakres działalności
SII koncentruje się na wsparciu inwestorów indywidualnych, działalność opiera się na trzech głównych filarach:
- Edukacja i analizy:

Konferencje i szkolenia (w tym największe w kraju WallStreet i Profesjonalny Inwestor), wydawnictwa (np. dwumiesięcznik Akcjonariusz, eBiuletyn NewConnectt), analizy giełdowe (m.in. Portfel SII, ATrakcyjne Spółki, Raporty IPO, Indeks Nastrojów Inwestorów);
- Ochrona praw:

Ochrona praw inwestorów, bieżące interwencje, wsparcie prawne, uczestnictwo w walnych zgromadzeniach spółek publicznych, działalność opiniotwórcza i wpływanie na proces ustawodawczy;
- Zniżki dla inwestorów:

Oferowane przez partnerów Stowarzyszenia członkom SII (na: prowizje giełdowe, wydawnictwa, szkolenia itp.).

## Działalność na rzecz poprawy funkcjonowania rynku kapitałowego (ochrona praw)
Największe osiągnięcia:
- Zablokowanie fuzji Paged – Yawal, Betacom – EONetworks,
- zablokowanie niekorzystnej emisji akcji (LSI Software),
- zablokowanie próby obejścia obowiązku wezwania (Wikana),
- zablokowanie zmian statutu (Pol-Aqua),
- wprowadzenie członków do rad nadzorczych (Zeg, Magna, DGA, Mostostal Płock, Power Media, IMS, Unimot Gaz, Grupa Trinity),
- porozumienia akcjonariuszy (Mostostal Płock, ZEG, Magna),
- skuteczny lobbing na rzecz obniżenia nieadekwatnych wynagrodzeń RN (Wistil),
- wywalczenie wyższej ceny w wezwaniu (Polmos Białystok, Oława, Permedia),
- skarga do Komisji Europejskiej (KE) na polskie przepisy o wezwaniach i zobowiązanie rządu RP przez KE do zmiany przepisów krajowych,
- kluczowy wpływ SII zmianę Regulaminu NewConnect, a w efekcie znaczne zwiększenie bezpieczeństwa akcjonariuszy i transparentności spółek,
- Rovese – działania SII przed KNF, doprowadzenie do ujawnienia kluczowych informacji dotyczących dużego przejęcia, w efekcie korzystna dla akcjonariuszy spółki zmiana parametrów przejęcia,
- zmiana niekorzystnej uchwały o emisji akcji Bomi S.A.,
- zablokowanie niekorzystnej dla akcjonariuszy emisji akcji IDM S.A.,
- doprowadzenie do zmiany zasad wypłaty nagród dla pracowników JSW, z korzyścią dla spółki i porozumienia akcjonariuszy (Mostostal Płock, ZEG, Magna).

## Działalność edukacyjna
Stowarzyszenie prowadzi szereg działań mających na celu edukację inwestorów oraz analizy rynku. Do głównych projektów należą m.in.:
SII organizuje największe konferencje inwestorskie w Polsce: WallStreet oraz Profesjonalny Inwestor. Konferencje gromadzą średnio kilkuset inwestorów indywidualnych, którzy uczestniczą w dziesiątkach wykładów i paneli edukacyjnych. Gośćmi specjalnymi byli m.in.: Joe DiNapoli, Aleksander Grad, Zbigniew Jakubas, Stanisław Kluza, Zenon Komar, Krzysztof Moska, Birger Schäfermeier, Ludwik Sobolewski, Adam Maciejewski, Paweł Tamborski, Jan Kulczyki i inni.
Analitycy SII są autorami licznych raportów Ciekawe Spółki oraz Raportów IPO. Publikacje zawierają najważniejsze informacje o działalności danej spółki, o jej pozycji rynkowej, o ryzyku związanym z badanym podmiotem, o sile fundamentów oraz o wycenie spółki w stosunku do sektora.
Stowarzyszenie organizuje również spotkania edukacyjne w ramach Akademii Tworzenia Kapitału. Są to cykliczne spotkania odbywające się kilka razy w roku w największych miastach Polski: Warszawa, Kraków, Katowice, Wrocław, Poznań, Gdańsk. Podczas szkoleń eksperci, a przede wszystkim praktycy, przekazują rzetelną wiedzę dotyczącą rynku kapitałowego. Spotkania skierowane są do początkujących, jak również średnio-zaawansowanych inwestorów.
Członkowie SII mają dostęp do Portfela SII. Jest to projekt nastawiony na praktyczną naukę budowania, zarządzania i kontrolowania portfela inwestycyjnego. Eksperci Stowarzyszenia inwestują w oparciu o sugestie członków SII realne 20 tys. zł w akcje spółek. Każda decyzja jest szczegółowo uzasadniona i podparta analizą.
Organizacja wydaje również dwumiesięcznik Akcjonariusz. Jest to oficjalne wydawnictwo SII, ukazuje się od 2001 roku. To jedyne tego typu periodyk na polskim rynku prasowym, skierowane do grupy polskich inwestorów giełdowych i osób zainteresowanych rynkiem kapitałowym i finansowym.
Stowarzyszenie Inwestorów Indywidualnych co roku przeprowadza Ogólnopolskie Badanie Inwestorów – badanie, które ma na celu stworzenie profilu inwestorów indywidualnych w Polsce, poznania ich potrzeb i preferencji przy podejmowaniu decyzji inwestycyjnych. Rokrocznie w badaniu OBI bierze udział około 7000 inwestorów.